# Copeland (Kansas)
Copeland – miasto położone w Hrabstwie Gray. Liczba ludności w 2010 roku wynosiła 310.